# Vasily Afanasyevich Glazunov
Vasily Afanasyevich Glazunov (tiếng Nga: Василий Афанасьевич Глазунов; 1 tháng 1 năm 1896 (lịch Nga cũ: 20 tháng 12 năm 1895) – 27 tháng 6 năm 1967) là một trung tướng, tư lệnh đầu tiên của lực lượng bộ đội nhảy dù Liên Xô, hai lần anh hùng quân đội Liên Xô.

## Tiểu sử
Glazunov được sinh ra trong một gia đình nông dân ở Saratov. Học hết lớp ba vào năm 1908, ông làm việc cho địa chủ cho đến tận năm 1914. Tháng 8 năm 1915, Glazunov gia nhập quân đội Đế quốc Nga, tham gia chiến đấu trong Phương diện quân Tây Nam (Đế quốc Nga). Tháng 2 năm 1918, ông rời quân đội.
Tháng 7 năm 1918, ông gia nhập Hồng quân Liên Xô, tham gia chiến đấu trong Chiến dịch Bukhara (1920) và chiến đấu chống lại phong trào Basmachi. Tháng 7 năm 1939, ông trở thành tư lệnh của Sư đoàn 59 súng trường. Tháng 12 năm 1940, ông được cử tham gia các khóa đào tạo nâng cao tại Học viện Quân sự Frunze và tốt nghiệp vào tháng 5 năm 1941.
Glazunov trở lại Sư đoàn súng trường 59 ở Viễn Đông. Vào ngày 23 tháng 6, ông được bổ nhiệm làm Tư lệnh Quân đoàn Dù 3 tại Pervomaisk. Ông đã chiến đấu trong trận Kiev. Vào ngày 29 tháng 8, Glazunov trở thành chỉ huy của Lực lượng Nhảy dù Liên Xô. Ông tổ chức huấn luyện lính dù và thành lập mười quân đoàn dù và năm lữ đoàn. Vào tháng 1 và tháng 2 năm 1942, Glazunov lên kế hoạch và tiến hành Chiến dịch đổ bộ đường không Vyazma trong Cuộc tấn công Rzhev-Vyazma. Vào ngày 27 tháng 3 năm 1942, ông được trao tặng Huân chương Cờ Đỏ. Vào tháng 6 năm 1943, Glazunov được miễn chỉ huy và trở thành phó chỉ huy của Quân đoàn súng trường cận vệ 29.
Vào tháng 11, ông trở thành chỉ huy của Quân đoàn súng trường cận vệ 4, đơn vị mà ông sẽ lãnh đạo cho đến khi chiến tranh kết thúc. Glazunov đã lãnh đạo quân đoàn trong Trận sông Dniepr, Chiến dịch tấn công Nikopol–Krivoi Rog và Cuộc tấn công Odessa. Trong tháng 1 và tháng 2 năm 1944, quân đoàn đã chọc thủng các công sự của quân Đức gần làng Novonikolayevka, mở rộng đầu cầu Nikopol và được cho là đã chiếm được 96 khu định cư. Vào ngày 19 tháng 3, Glazunov được trao tặng danh hiệu Anh hùng Liên Xô và Huân chương Lenin vì chỉ huy xuất sắc trong Cuộc tấn công Nikopol-Krivoi Rog.
Đầu tháng 6 năm 1944, quân đoàn được chuyển giao cho Phương diện quân Belorussia 1 tại Kovel. Dưới sự chỉ huy của Glazunov, quân đoàn đã chiến đấu trong Chiến dịch Lublin–Brest, trong đó quân đoàn vượt sông Bug. Trong Chiến dịch Wisla–Oder, quân đoàn đã vượt qua Wisla và chiếm được một số khu định cư, được phong tặng danh hiệu 'Brandenburg'. Vào ngày 6 tháng 4 năm 1945, Glazunov được phong tặng Anh hùng Liên Xô lần thứ hai và Huân chương Lenin vì hành động giữ đầu cầu Magnushev trong Cuộc tấn công Lublin-Brest. Trong Chiến dịch Berlin (1945), quân đoàn đã tham gia đột phá trong trận đánh điểm Đồi Seelow và vượt qua Spree. Tại Berlin, quân đoàn đánh chiếm Bộ Hàng không và Bộ Tuyên truyền và Khai sáng Công cộng của Đức Quốc xã. Vì thành tích chỉ huy trong việc chiếm Berlin, Glazunov đã được trao tặng Huân chương Lenin thứ ba.
Sau chiến tranh, ông giữ một số cương vị trong quân đội Liên Xô, làm cố vấn quân sự cho Cộng hòa Nhân dân Trung Hoa và nghỉ hưu năm 1954.

## Khen thưởng
- Hai lần Anh hùng Liên Xô (19 tháng 3 năm 1944 và 6 tháng 4 năm 1945)
- Ba Huân chương Lenin (19 tháng 3 năm 1944, 6 tháng 4 năm 1945, 29 tháng 5 năm 1945)
- Ba Huân chương Cờ Đỏ (27 tháng 3 năm 1942, 11 tháng 3 năm 1944, 20 tháng 6 năm 1949)
- Hai Huân chương Suvorov (ngày 22 tháng 2 năm 1944)
- Huân chương Kutuzov hạng 2 (23 tháng 8 năm 1944)
- Hai Huân chương Sao Đỏ (16 tháng 8 năm 1936, 28 tháng 10 năm 1967)